# Dílce
Dílce jsou obec v okrese Jičín v Královéhradeckém kraji. Žije v nich 64 obyvatel.

## Historie
První písemná zmínka o obci pochází z roku 1542.

## Obyvatelstvo
| Rok            | 1869 | 1880 | 1890 | 1900 | 1910 | 1921 | 1930 | 1950 | 1961 | 1970 | 1980 | 1991 | 2001 | 2011 | 2021 |
| -------------- | ---- | ---- | ---- | ---- | ---- | ---- | ---- | ---- | ---- | ---- | ---- | ---- | ---- | ---- | ---- |
| Počet obyvatel | 196  | 166  | 180  | 164  | 166  | 147  | 124  | 111  | 97   | 75   | 55   | 51   | 42   | 49   | 67   |
| Počet domů     | 25   | 25   | 26   | 29   | 29   | 29   | 27   | 32   | 27   | 25   | 18   | 25   | 25   | 27   | 28   |

## Obecní správa
Mezi lety 1850–1960 byly Dílce obcí v okrese Jičín. V letech 1960–1990 patřily jako část obce k Podůlší a od 24. listopadu 1990 jsou opět samostatnou obcí.